# قصر أوعتاب (أمسمرير)
قصر أوعتاب هو دُوَّار يقع بجماعة مسمرير، إقليم تنغير، جهة درعة تافيلالت في المملكة المغربية. ينتمي الدوّار لمشيخة أمسمرير التي تضم 7 دواوير. يقدر عدد سكانه بـ 349 نسمة حسب الإحصاء الرسمي للسكان والسكنى لسنة 2004.

## روابط خارجية
- البوابة الوطنية للجماعات الترابية نسخة محفوظة 12 مارس 2018 على موقع واي باك مشين.
- المندوبية السامية للتخطيط